# Apocheiridium ferum
Espèce
Synonymes
- Cheiridium ferum Simon, 1879

Apocheiridium ferum est une espèce de pseudoscorpions de la famille des Cheiridiidae.

## Distribution
Cette espèce se rencontre au Portugal, en Espagne, en France, en Italie, en Suisse, en Allemagne, en Pologne, en Tchéquie, en Autriche, en Roumanie, en Bulgarie, en Turquie, en Azerbaïdjan et en Ouzbékistan.

## Publication originale
- Simon, 1879 : Les Ordres des Chernetes, Scorpiones et Opiliones. Les Arachnides de France, p. 1-332.